# Mukajmin Szamali
Mukajmin Szamali (arab. مكيمن شمالي) – miejscowość w Syrii, w muhafazie Hama. W 2004 roku liczyła 1028 mieszkańców.